# Ruanda en los Juegos Olímpicos de Atlanta 1996
Ruanda estuvo representada en los Juegos Olímpicos de Atlanta 1996 por cuatro deportistas masculinos que compitieron en atletismo.
El equipo olímpico ruandés no obtuvo ninguna medalla en estos Juegos.